# 高島平中央総合病院
高島平中央総合病院（たかしまだいらちゅうおうそうごうびょういん）は、東京都板橋区にある病院。医療法人社団明芳会が運営する病院であり、イムスグループの病院である。

## 概要
東京都板橋区の北部に位置する東京都二次救急医療機関に指定されている病床数230床の総合病院である。

## 沿革
| 昭和48年      | 開設 診療所 鉄筋コンクリート3階地下1階                                                                           |
| 昭和49年      | 板橋中央総合病院附属第一病院に名称変更 病床数24床                                                                |
| 昭和54年      | 高島平中央病院に名称変更 第2期工事病床数148床                                                                    |
| 昭和58年      | 救急病院指定 |
| 昭和62年      | 第3期工事 病床数165床                                                                                            |
| 平成2年       | 総合病院に変更 高島平中央総合病院に名称変更 人工透析第1期工事8床                                                 |
| 平成5年       | 院内保育室「もえぎ」オープン 人工透析第2期工事17床                                                               |
| 平成6年       | ヘリカルスキャンCT導入                                                                                           |
| 平成7年       | 高島平ロイヤル訪問看護ステーション開設                                                                           |
| 平成8年       | 西台ロイヤル診療所（外来透析施設）開設                                                                           |
| 平成14年      | 麻酔科新設 |
| 平成24年 1月  | 管理棟Ⅰ・新保育室 完成                                                                                           |
| 平成26年 4月  | 形成外科 新設 |
| 平成26年 5月  | 放射線診断科 新設                                                                                                |
| 平成26年 12月 | 新棟移転 鉄筋コンクリート10F地下1F 病床数230床 ドーム型1.5テスラ（16チャンネル）MRI導入 80列マルチスライスCT導入 |
| 平成27年 12月 | 管理棟Ⅱ完成 駐車場・駐輪場完成                                                                                   |
| 平成28年 3月  | 電子カルテシステム導入                                                                                           |
| 平成29年 4月  | 乳腺外科新設 |
| 平成30年 6月  | 日本医療機能評価 認定第JC2272号                                                                                  |

## 診療科[1]
- 内科
- 呼吸器内科
- 糖尿病・内分泌・代謝内科
- 整形外科
- 脳神経外科
- 泌尿器科
- 小児科
- 皮膚科
- 眼科
- 耳鼻咽喉科
- 麻酔科
- 画像診断科
- リハビリテーション科

## アクセス
- 都営地下鉄三田線西台駅徒歩5分
- 国際興業バス（東練01）東武練馬駅⇄高島六の橋